# Governo de' Medici I
Il governo de' Medici I è stato il terzo governo del Regno delle Due Sicilie. Rimase in carica dal 27 giugno 1816 al 9 luglio 1820.

## Composizione
| Carica                                    | Titolare                                                                                  |
| Presidenza del Consiglio dei ministri     | Presidenza del Consiglio dei ministri                                                     |
| ----------------------------------------- | ----------------------------------------------------------------------------------------- |
| Presidente del Consiglio dei ministri     | Luigi de' Medici di Ottajano                                                              |
| Ministero                                 | Ministri Segretari                                                                        |
| Affari esteri                             | ??                                                                                        |
| Grazia e Giustizia e Affari ecclesiastici | Donato Antonio Tommasi, marchese di Casalicchio                                           |
| Affari Interni                            | Donato Antonio Tommasi, marchese di Casalicchio (1815 - 1817)                             |
| Affari Interni                            | Emanuele Parisi (1817 - 1818)                                                             |
| Affari Interni                            | Diego Naselli (1818 - 19 luglio 1820; ad interim)                                         |
| Guerra e Marina                           | Diego Naselli (15 agosto 1815 - gennaio 1817; ad interim) (gennaio 1817 - 19 luglio 1820) |
| Finanze                                   | ??                                                                                        |
| Polizia                                   | Antonio Luigi Raffaele Capece Minutolo (fino al 1816)                                     |